# Alb de Suruceni
Alb de Suruceni este un soi de struguri albi selecționat în Republica Moldova. A fost creat la Institutul „M. V. Frunze” din Chișinău în colaborare cu Institutul moldovenesc de cercetări științifice în domeniul viticulturii și vinificației prin încrucișarea soiurilor Icichimar și Dattier de St. Valier cu selecția ulterioară pe un fond infecțios.
A fost acceptat pentru testarea de stat în 1976 și omologat în Moldova. În 2016 erau înregistrate 780 ha de plantații de acest soi.

## Caracteristici ampelografice
Frunza este mijlocie, circulară, cu cinci lobi, mediu sectată. Pe partea inferioară frunza nu are perișori.
Floarea este hermafrodită. Strugurii sunt mijlocii sau mari, cilindro-conici, uneori aripați, mijlociu de îndesați.
Bobița este mai mare decât mijlocie sau mare, sferică, galben-verzuie cu nuanță arămie. Pulpa este suculentă cu gust plăcut ce aduce cu gustul bobițelor de Șasla albă. Bobiță are o sămânță, mai rar două.

## Caracterizarea agrobiologică
Alb de Suruceni este un soi universal, de masă și de vin, alb cu epoca de coacere semitârzie. Strugurii se coc la mijlocul decadei a treia a lui septembrie. De la începutul dezmuguririi și până la coacere deplină trec 150-155 de zile, suma temperaturilor active fiind de 2850-2900°C.
Creșterea butucilor este medie sau mai înaltă decât medie, maturarea lemnului este bună.
Soiul intră pe rod relativ devreme. În al patrulea an roada atinge  9-10 t/ha, în următorii ani sporește până la 14-15 t/ha. Greutatea medie a strugurilor este de 280-290 g.
Soiul este relativ rezistent la ger (-24° C). Poate fi cultivat pe tulpină înaltă (100 cm), forma cordon bilateral, fără îngroparea butucilor peste iarnă.
Se deosebește printr-o înaltă rezistență la mildiu și antracnoză (gradul de vătămare este de 2 puncte) și printr o rezistență mijlocie la oidium și putregaiul cenușiu (gradul de vătămare este de 3 puncte). Alb de Suruceni nu este rezistent la filoxeră.
Are o rezistență înaltă la transportare, iarna se păstrează timp îndelungat. Din struguri iese un vin fin cu aromă de flori.